# Вронка (Мазовецьке воєводство)
Вронка (пол. Wronka) — село в Польщі, у гміні Любовідз Журомінського повіту Мазовецького воєводства.
Населення — 281 особа (2011).
У 1975-1998 роках село належало до Цехановського воєводства.

## Демографія
Демографічна структура станом на 31 березня 2011 року:
|          | Загалом | Допрацездатний вік | Працездатний вік | Постпрацездатний вік |
| -------- | ------- | ------------------ | ---------------- | -------------------- |
| Чоловіки | 129     | 28                 | 82               | 19                   |
| Жінки    | 152     | 39                 | 68               | 45                   |
| Разом    | 281     | 67                 | 150              | 64                   |